# Asplenium bolivianum
Asplenium bolivianum är en svartbräkenväxtart som beskrevs av Michael Kessler och Alan Reid Smith.
Asplenium bolivianum ingår i släktet Asplenium och familjen Aspleniaceae. Inga underarter finns listade i Catalogue of Life.